# Thế kỷ 16 TCN
Thế kỉ 16 TCN bắt đầu từ ngày đầu tiên của năm 1600 TCN và kết thúc vào năm 1501 TCN.

## Sự kiên
1595 TCN - Mursili I , vua của người Hittite , bao vây Babylon . Điều này kết thúc sự cai trị của các hậu duệ của Hammurabi trong vương quốc đó.
1594 TCN : Hạ vương Phát qua đời sau 7 năm trị vì , con ông là Hạ Kiệt kế vị . Núi Thái Sơn xảy ra động đất(trận động đất sớm nhất được ghi chép) .
1580 TCN : Thương hầu Chủ Quý(主癸) qua đời , con ông là Thành Thang kế vị .
1572 TCN — Cái chết của Moses , theo Thrasyllus của Mendes , một nhà toán học và thiên văn học người Ai Cập sống dưới triều đại của Tiberius .
Thành phố Mycenae , nằm ở phía đông bắc Peloponnesus , thống trị phần còn lại của Achaea , đặt tên cho nền văn minh Mycenaean .
1564 TCN — Hạ vương Kiệt năm thứ 30 , giết Quan Long Phùng .
1563 TCN — Thành Thang cùng Hạ vương Kiệt quyết chiến tại Minh Điều , trong một cơn bão lớn , quân Thương giành chiến thắng , truất ngôi Hạ Kiệt và đày ra Nam Sào .
1560 TCN : Hạ Kiệt chết trên núi Đinh Sơn .
1557 TCN — Ước tính: Memphis , thủ đô của Hạ Ai Cập trở thành thành phố lớn nhất thế giới, dẫn đầu từ Avaris , thủ đô của Hyksos ở Ai Cập . 
1556 TCN— Cecrops I xây dựng hoặc tái thiết Athens sau trận lụt lớn Deucalion và sự kết thúc của thời kỳ Bạc . Ông trở thành vị vua đầu tiên trong số một số vị vua của Athens có cuộc đời được coi là một phần của thần thoại Hy Lạp .
1551 TCN : Thương vương Thành Thang chết sau 29 năm trị vì .
1549 TCN : Thương vương Ngoại Bính chết sau 2 năm trị vì .
1545 TCN : Thương vương Trọng Nhâm chết sau 4 năm trị vì .
1539 TCN —Sử dụng gần đúng lần đầu tiên Thung lũng của các vị vua  .
1538 TCN : Thương vương Thái Giáp giết Y Doãn .
1534 TCN —Bảng sao cổ nhất có niên đại được lập ở Ai Cập cổ đại . 
1533 TCN: Thương vương Thái Giáp chết sau 12 năm trị vì , con ông là Ốc Đinh kế vị .
1531 TCN - Joseph giải thích những giấc mơ về Pharaoh, được ra tù và trở thành người thứ hai ở Ai Cập, chỉ sau Pharaoh.
1530 TCN —Kết thúc Vương triều Babylon thứ nhất và khởi đầu Vương triều Kassite .
1514 TCN: Thương vương Ốc Đinh chết sau 19 năm trị vì , con ông là Thái Canh kế vị .
1509 TCN : Thương vương Thái Canh chết sau 5 năm trị vì , em ông là Tiểu Giáp kế vị .
1506 TCN - Cecrops , vị vua huyền thoại của Athens , qua đời sau 50 năm trị vì. Sau khi sống sót sau con trai của mình, ông được kế vị bởi Cranaus .
1506 TCN - Thutmose I ( Vương triều thứ mười tám của Ai Cập ) bắt đầu cai trị.